# Walter Alsford
Walter John Alsford (6 tháng 11 năm 1911 – 3 tháng 6 năm 1968) là một cầu thủ bóng đá người Anh thi đấu cho Tottenham Hotspur và Nottingham Forest, cũng như đội tuyển quốc gia Anh.